# Salil Shetty

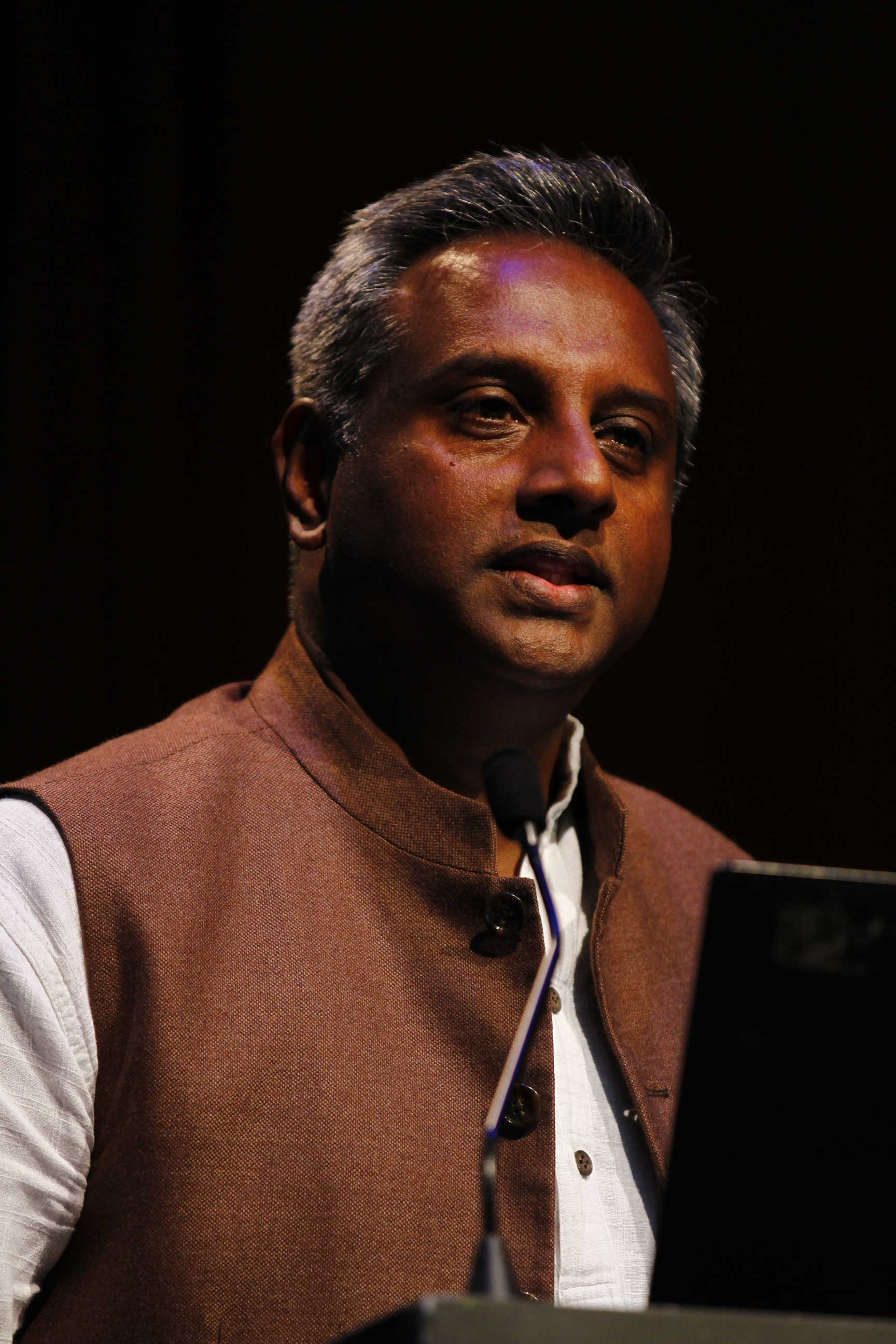
Salil Shetty.

Salil Shetty (ur. 3 lutego 1961) – od lipca 2010 do końca lipca 2018 Dyrektor Generalny organizacji broniącej praw człowieka Amnesty International. Dyrektor Kampanii Milenijnej Organizacji Narodów Zjednoczonych od października 2003, a wcześniej dyrektor generalny organizacji ActionAid.
Jest Bantem pochodzenia indyjskiego.